# Islandská Wikipedie
Islandská Wikipedie je jazyková verze Wikipedie v islandštině. Založena byla 5. prosince 2003. V lednu 2022 obsahovala přes 53 000 článků a pracovalo pro ni 19 správců. Registrováno bylo přes 82 000 uživatelů, z nichž bylo asi 130 aktivních. V počtu článků byla 95. největší Wikipedie.
V roce 2019 bylo zobrazeno okolo 14,7 milionu dotazů. Denní průměr byl 40 179 a měsíční 1 222 117 dotazů. Nejvíce dotazů bylo zobrazeno v březnu (1 365 275), nejméně v červnu (987 450). Nejvíce dotazů za den přišlo v pondělí 9. prosince (148 964), nejméně v úterý 24. prosince (21 577).